# Rochus Merz von Staffelfelden
Der Ritter Rochus Merz von Staffelfelden († 17. Januar 1563) war in der vorderösterreichischen Verwaltung tätig, später kaiserlicher Rat. Er erwarb durch Kauf die Herrschaften Staffelfelden und Schramberg.

## Leben
Rochus Merz entstammte einer Stadtbürgerfamilie in kaiserlichen Diensten, er selbst war in der vorderösterreichischen Verwaltung tätig und stieg 1536 durch Wappenbesserung faktisch in den Ritterstand auf. Es folgten ein Zwischenspiel im Dienst des Abts von Murbach und der Erwerb der Herrschaft von Burg und Dorf Staffelfelden im Oberelsass (1541). Rochus Merz kaufte dann mit Vertrag vom 20. April 1547 von den Herren von Landenberg die reichsunmittelbare Herrschaft Schramberg. Diese modernisierte er mit den Mitteln der Verwaltung; das Merzsche Urbar gehört ebenso hierher wie der Schramberger Markt (1547).
Auch als Herr von Staffelfelden und Schramberg blieb Rochus Merz den habsburgisch-österreichischen Herzögen und Kaisern verbunden. Verwiesen sei auf einen 1551 geschlossenen Öffnungs- und Schirmvertrag mit den Habsburgern, auf seine Stellung als Ausschussmitglied der Reichsritterschaft im Viertel Neckar-Schwarzwald (1560/62) und als kaiserlicher Rat. Mit dem protestantischen Württemberg konnte sich der Herr von Schramberg im Tennenbronner Vertrag vom 23. Juli 1558 weitgehend einigen, als eine herrschaftliche Entflechtung des Schramberger vom württembergischen Territorium u. a. durch Gütertausch vereinbart wurde.
Rochus Merz stand auf dem Boden der altkirchlich-katholischen Ordnung, versuchte aber innerhalb seines Territoriums ein autonomes, zentralisiertes Kirchenwesen auszubilden. Dass er dabei an Grenzen stieß, belegt u. a. die entstehende konfessionelle Zweiteilung Tennenbronns, das zwischen der Herrschaft Schramberg und dem württembergischen Klosteramt St. Georgen geteilt war. Auch in seinem am 11. Januar 1563, wenige Tage vor seinem Tod am 17. Januar aufgesetzten Testament bedachte Rochus Merz die Kirche, daneben die Armen, während in Ermangelung eines Sohnes seine Ehefrau Anna Merz von Staffelfelden († 1571) die Herrschaft Schramberg übernahm.

## Merzsches Urbar
Das Merzsche Urbar ist original erhalten als 497 Blätter umfassende Papierhandschrift im Folioformat und wurde von dem Schreiber Johann Reiseisen im Auftrag des Rochus Merz verfasst. Als „Grundgesetz“ der Herrschaft Schramberg verzeichnete das Urbar die Güter und Rechte der Herren von Schramberg im und vor dem Schwarzwald. Die im Lagerbuch solcherart definierte (und idealisierte) „freyherrschafft Schramberg“ gliederte sich dann in sechs Ämter und Vogteien, und zwar: Schramberg, Aichhalden, Lauterbach-Sulzbach, Mariazell, Tennenbronn und (zeitweise) Langen-Kirnbach. Den Ämtern und Vogteien standen die „amptleut“ als Amtsträger des Territorialherrn vor, am unteren Ende der sozialen Skala finden sich im Urbar die „eingesessnen leibaignen leütten“ und „hindersässen“. Das Urbar diente aber nicht nur als Bestandsaufnahme, sondern bot durch die daraus resultierende Transparenz auch Möglichkeiten, die herrschaftlichen Einkünfte zu steigern.
Für Streubesitz außerhalb der eigentlichen Herrschaft Schramberg wurden eigene Lagerbücher angelegt, z. B. für die Lehngüter in Trossingen, Aldingen, Deißlingen, Lauffen, Seitingen und Weigheim, die zumeist auf der Baar gelegen und mit dem Amt der Meier von Trossingen verbunden waren.